# Unterbergen, Labot
Unterbergen je naselje v Občini Labot v Okraju Volšperk na Koroškem v Avstriji.